# 29街站
29街站（英語：29th Avenue Station）是加拿大卑詩省溫哥華一座架空列車博覽線車站，為運輸聯線收費架構中一號收費區的其中一個車站。此站坐落溫哥華東區東29街和阿特林街的交界處，鄰近斯洛坎公園（Slocan Park），於1985年12月11日聯同博覽線一起開幕，千禧線於2002年通車後亦曾駛經此站，直至當局於2016年10月22日重組架空列車網絡為止。博覽線在此站一帶為地面運行，並跟隨過去卑詩電力鐵路的中央公園市際電車走線。

## 車站設計

### 樓層
| S | 地面     | 出入口、自動售票機、驗票閘門                         |
| T | 1號月台  | 博覽線往濱海站（納奈莫站）                           |
| T | 島式月台 |                                                      |
| T | 2號月台  | 博覽線往喬治國王站和生產路－大學站（載絲－哥靈活站） |

## 接駁交通
29街站外的巴士站編排如下：
| 巴士站編號 | 服務路線                       |
| ---------- | ------------------------------ |
| 1          | 33號巴士，往卑詩大學方向       |
| 2          | 29號巴士，往艾略特街方向       |
| 3          | 16號巴士，往阿標特斯街方向     |
| 4          | 26號巴士，往載絲－哥靈活站方向 |